# 伊藤喜久蔵
伊藤 喜久蔵（いとう きくぞう、1919年7月24日 - 2008年2月27日）は日本のジャーナリスト、中国研究者、中日新聞東京支社記者・論説委員。旧姓は中山。

## 略歴
京都府生まれ。戦前の上海にあった東亜同文書院大学を卒業。
その後中日新聞社に入社し、中日新聞記者として文化大革命当時の中国に駐在し、中国の内情を報道した。1967年2月、1966年度ボーン国際記者賞（現・ボーン・上田記念国際記者賞）を受賞。

## 著書
- 柴田穂と共著『ドキュメント 文革の三年』経済往来社、1968年。
- 『中国のパワー・エリート像』 有斐閣、1983年。ISBN 978-4641023574。
- 『挑戦する香港 - 世界の耳目集める要衝』 教育社、1985年。ISBN 978-4315501438。